# Alexander-von-Humboldt-Denkmal (Berlin)

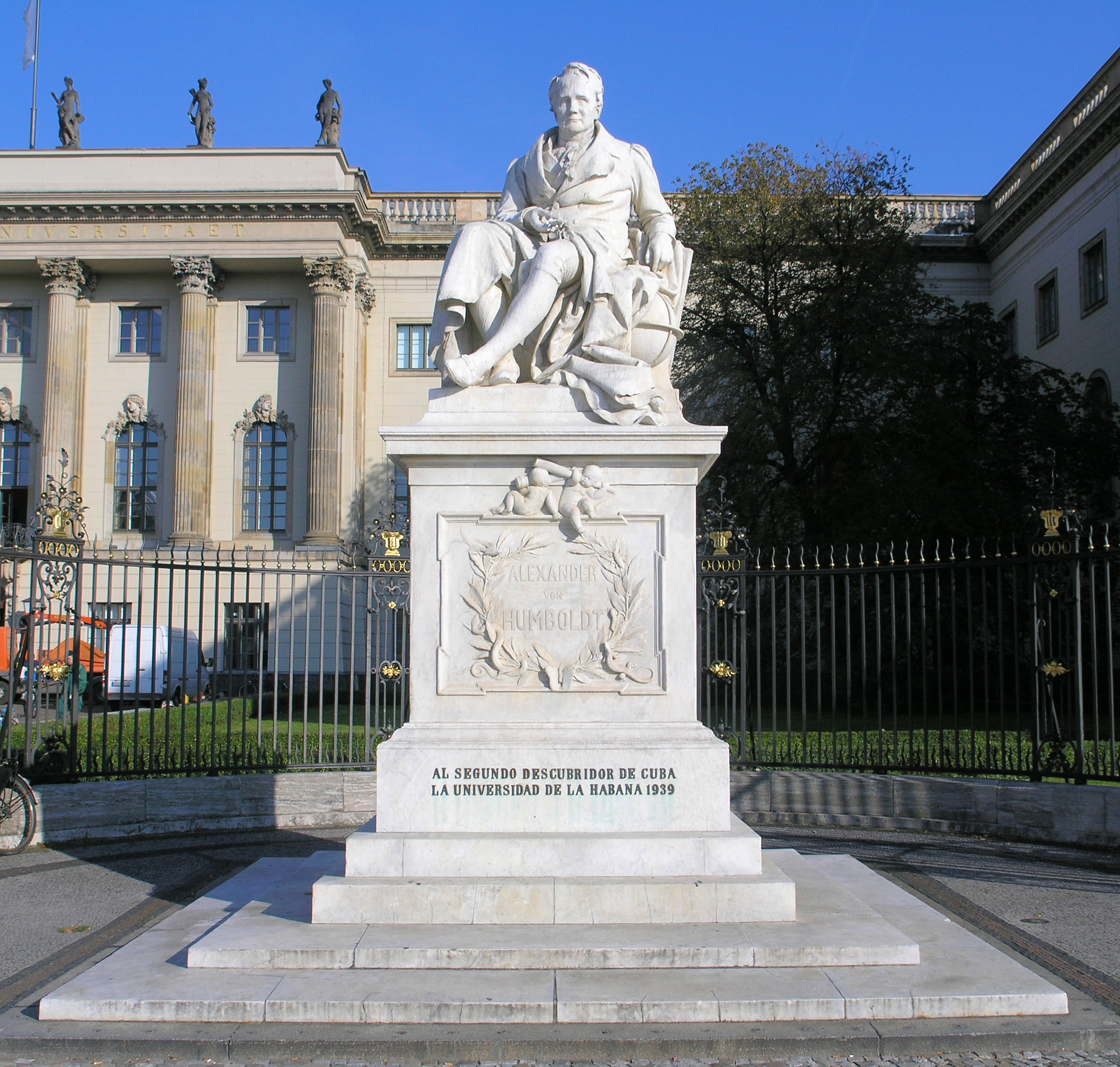
Alexander-von-Humboldt-Denkmal

Das Alexander-von-Humboldt-Denkmal rechts vor dem Hauptgebäude der Humboldt-Universität an der Prachtstraße Unter den Linden im Berliner Ortsteil Mitte erinnert an den preußischen Universalgelehrten Alexander von Humboldt (1769–1859). Geschaffen im Jahr 1882 von Reinhold Begas im Stil des Neobarock, gehört es zu den Meisterwerken der Berliner Bildhauerschule.

## Geschichte und Beschreibung

Hauptgebäude der Humboldt-Universität

Nach einem Wettbewerb im Jahr 1876, bei dem der Entwurf von Paul Otto gewonnen hatte, wurde das Denkmal 1882 von Reinhold Begas im Stil des Neobarock geschaffen und am 28. Mai 1883 rechts vor dem Palais des Prinzen Heinrich, dem Sitz der heutigen Humboldt-Universität, an der Prachtstraße Unter den Linden zusammen mit dem Wilhelm-von-Humboldt-Denkmal eingeweiht.
Die 2,50 Meter hohe Skulptur aus Marmor zeigt Alexander von Humboldt in zeitgenössischer Bekleidung auf einem Baumstumpf sitzend, den Kopf geradeaus gewandt. Seine rechte Hand hält eine Pflanze, sein linker Arm ruht auf einer Lehne. Ein links unter ihm befindlicher Globus verweist auf seine weltweiten Forschungsreisen. Den 3,20 Meter hohen Sockel mit der Inschrift „ALEXANDER / VON / HUMBOLDT“ unter spielenden Kindern schmücken Reliefs mit Allegorien seiner Forschungsgebiete. Das Sitzbild gehört zu den Meisterwerken der Berliner Bildhauerschule. 1939 stiftete die Universität von Havanna die Zusatzinschrift „AL SEGUNDO DESCUBRIDOR DE CUBA / LA UNIVERSIDAD DE LA HABANA 1939“ (deutsch: Dem zweiten Entdecker von Kuba / Die Universität von Havanna 1939).
Die Standorte der beiden Denkmäler lassen sich leicht mit folgender Eselsbrücke merken: Wilhelm steht in Richtung Wilhelmstraße, Alexander in Richtung Alexanderplatz. Gipsabformungen der beiden Denkmäler befinden sich auf dem Campus Adlershof: Wilhelm im Institut für Psychologie, Alexander im Institut für Geographie.